# Neustadtl an der Donau
Neustadtl an der Donau osztrák mezőváros Alsó-Ausztria Amstetteni járásában. 2023 januárjában 2177 lakosa volt. 

## Elhelyezkedése

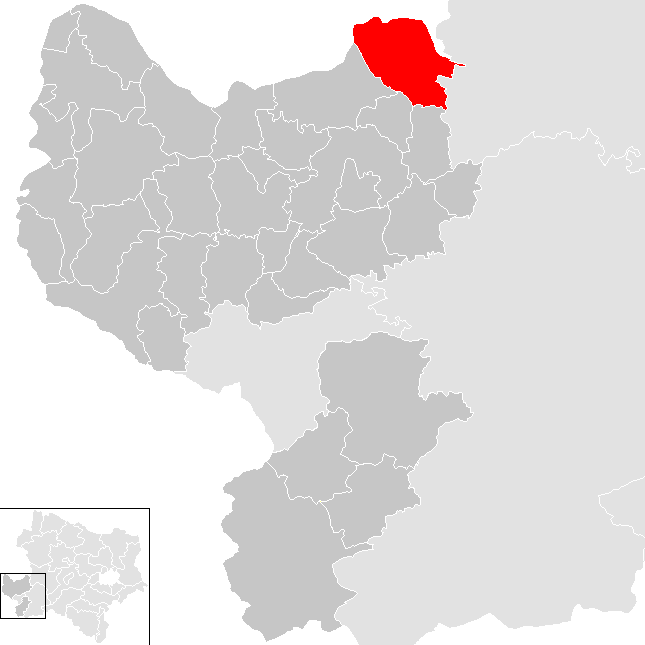
Neustadtl an der Donau az Amstetteni járásban

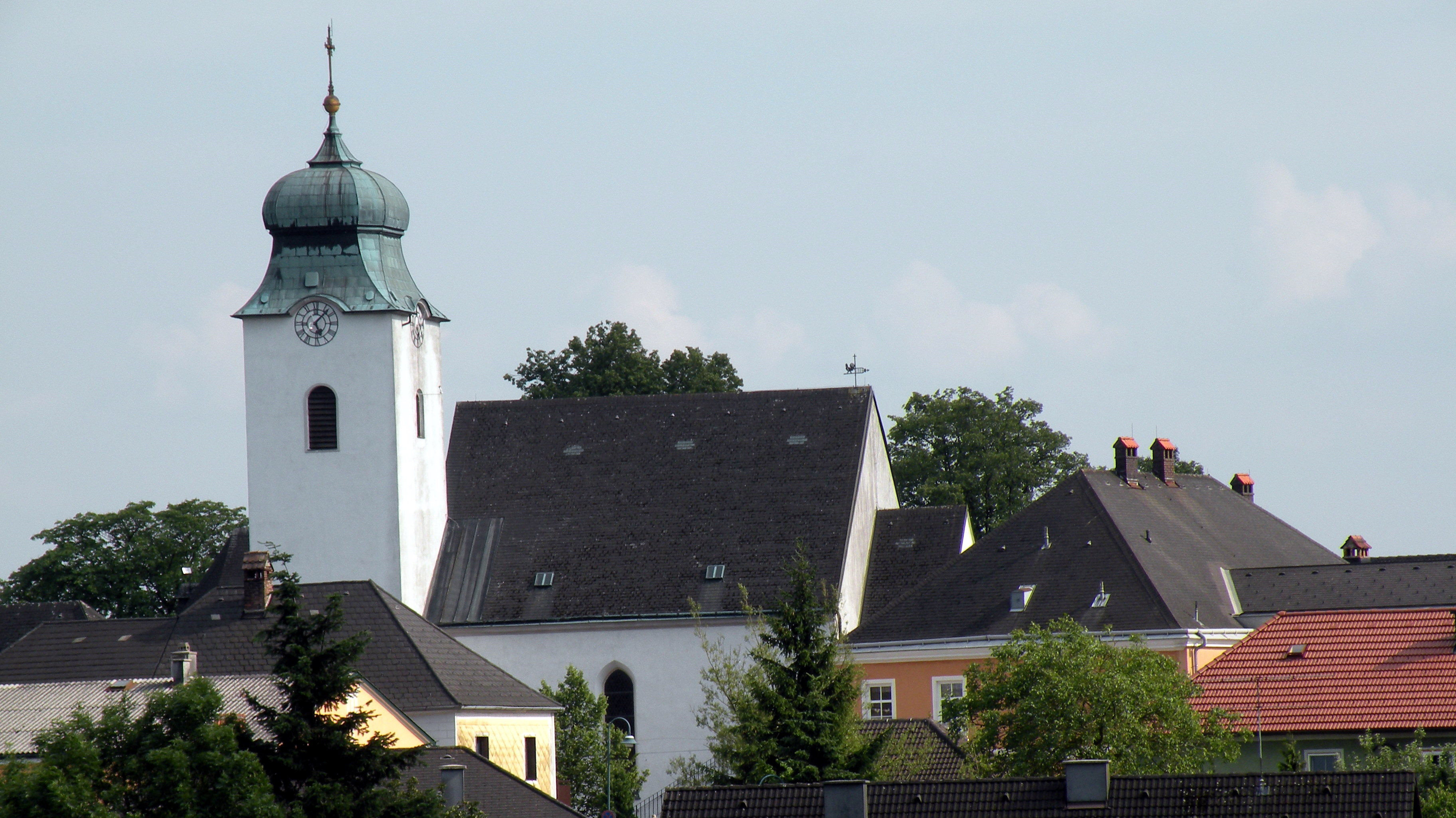
A Szt. Jakab-plébániatemplom

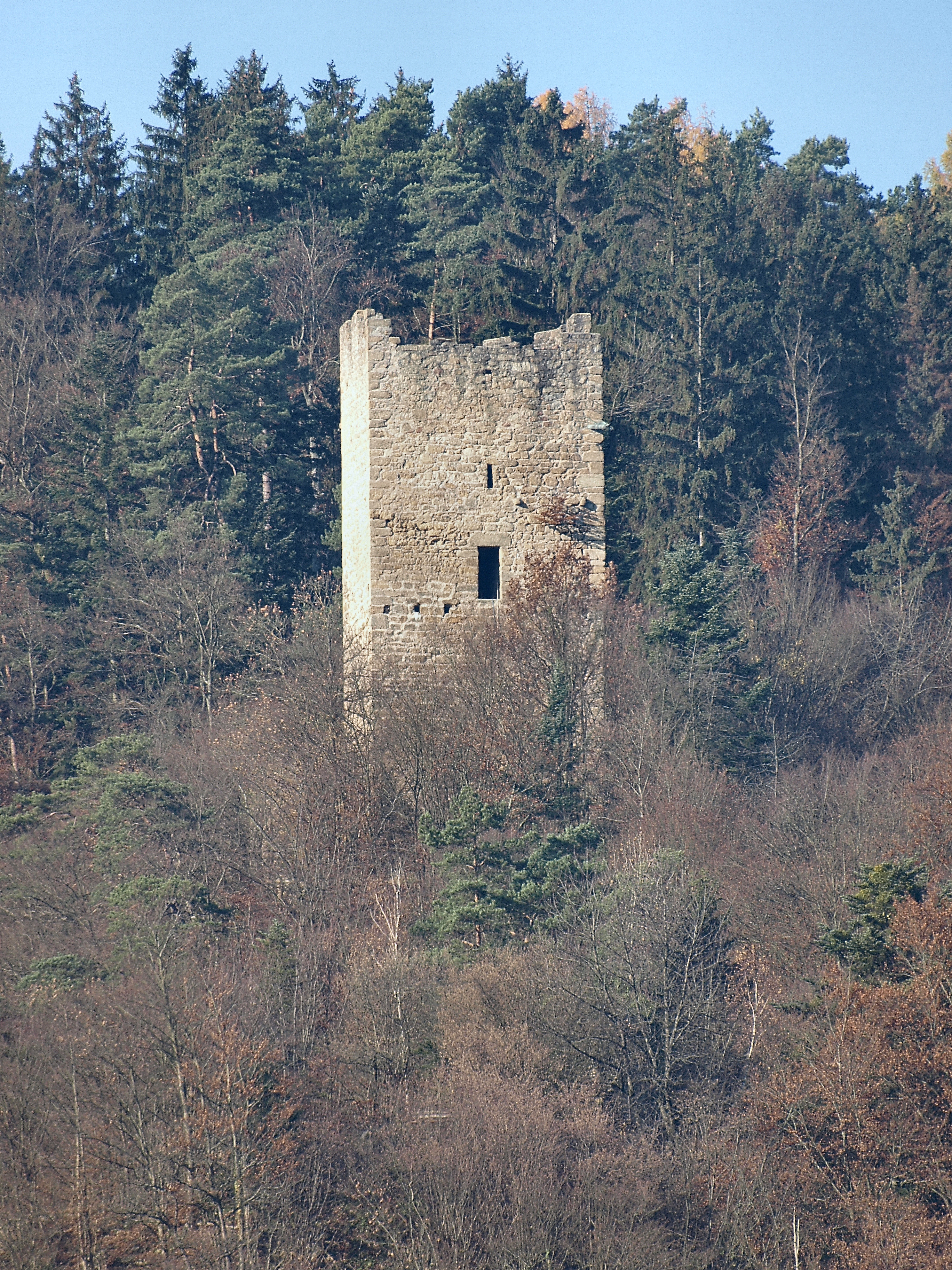
Freyenstein vára

Neustadtl an der Donau a tartomány Mostviertel régiójában fekszik a Dunától délre fekvő kis fennsíkon (a Cseh-masszívum déli kiágazása, amelyet a Duna elválasztott a főtömbtől), 507 méteres magasságban. Területének 41,3%-a erdő, 49,5% áll mezőgazdasági művelés alatt. Az önkormányzat 9 települést egyesít: Berghof (207 lakos 2023-ban), Freyenstein (129), Hößgang (180), Kleinwolfstein (276), Nabegg (266), Neustadtl-Markt (557), Neustadtl-Umgebung (184), Schaltberg (131) és Windpassing (247). 
A környező önkormányzatok: keletre Sankt Martin-Karlsbach, délkeletre Blindenmarkt, délre Sankt Georgen am Ybbsfelde, délnyugatra Viehdorf, nyugatra Ardagger, északnyugatra Grein, északra Sankt Nikola an der Donau (utóbbi kettő Felső-Ausztriában).

## Története
Neustadtlt (akkori nevén Niwenstat) 1147-ben alapították, amikor Reginberg passaui püspök a sarminsteini ágostonos apátságnak adományozta a helyét, hogy ott templomot létesítsenek. A templomot 1161-ben szentelték fel. A 13. század végén sok más régióbeli településhez hasonlóan itt is elterjedt a valdens eretnekség, amelyre az inkvizíció kíméletlenül lesújtott. A településnek 1555-től iskolamestere volt. Nem ismert mikor kapott mezővárosi jogokat, de 1603-ban már éves vásárokat tartott. Bécs 1683-as török ostromakor a portyázó lovasok kifosztották és felgyújtották Neustadtlt.  
A 19. század elején ezüst és szénbányákat nyitottak, azok azonban hamar kimerültek. Az 1848-as közigazgatási reform után nyolc község jött létre a mai önkormányzat területén, ezek közül Berghof, Nabegg, Klein-Wolfstein, Neustadtl-Markt és Windpassing létezett még 1970-ben, amikor Neustadtl an der Donau néven egyesültek.

## Lakosság
A Neustadtl an der Donau-i önkormányzat területén 2023 januárjában 2177 fő élt. A lakosságszám 1869 óta 2100-2400 között maradt. 2020-ban az ittlakók 97%-a volt osztrák állampolgár; a külföldiek közül 1,1% a régi (2004 előtti), 1,4% az új EU-tagállamokból érkezett. 0,2% az egykori Jugoszlávia (Szlovénia és Horvátország nélkül) vagy Törökország, 0,3% egyéb országok polgára volt. 2001-ben a lakosok 95,7%-a római katolikusnak, 0,7% evangélikusnak, 0,1% ortodoxnak, 0,8% mohamedánnak, 2% pedig felekezeten kívülinek vallotta magát. Ugyanekkor a legnagyobb nemzetiségi csoportot a németeken kívül (98,4%) a szerbek alkották 4 fővel (0,2%).
A népesség változása:

| 2016 | 2 138 |
| 2018 | 2 143 |

## Látnivalók
- Freyenstein várának romjai
- a Szt. Jakab-plébániatemplom

## Fordítás
- Ez a szócikk részben vagy egészben  a   Neustadtl an der Donau című német Wikipédia-szócikk ezen változatának fordításán alapul.  Az eredeti cikk szerkesztőit annak laptörténete sorolja fel. Ez a jelzés csupán a megfogalmazás eredetét és a szerzői jogokat jelzi, nem szolgál a cikkben szereplő információk forrásmegjelöléseként.